# Gymnasium Felisenum
Het Gymnasium Felisenum is een zelfstandig gymnasium in Velsen-Zuid. 

## Geschiedenis
Volgens de Hoger Onderwijswet van 1876 was het bestuur van elke gemeente waarvan het inwonertal de 20.000 overschreed, verplicht een gymnasium te stichten en in stand te houden. In 1934 vroeg het gemeentebestuur van Velsen subsidie aan teneinde een gymnasium te kunnen stichten, maar deze werd geweigerd om de simpele reden dat de geldmiddelen ontbraken. In 1949 werd met meer succes een nieuwe poging ondernomen. Bij de voorbereiding en de stichting van de school werden de diensten van een College van Curatoren, bestaande uit vijf personen, onmisbaar geacht. De voorzitter van dit college diende te worden gekozen uit het College van Burgemeester en Wethouders. Hieruit werd benoemd Mr. M.M. Kwint, burgemeester van Velsen. Verder maakten deel uit: een lid van de rechterlijke macht, een directeur, een predikant en een dame, waarvan de maatschappelijke positie niet nader omschreven was.
Het eerste schooljaar werd begonnen met twee klassen. De leerlingen kwamen niet alleen uit de gemeente Velsen, maar ook uit Wijk aan Zee, Beverwijk, Heemskerk en Castricum. Een aantal jaren later werd in Beverwijk een lyceum met een afdeling gymnasium gesticht, waardoor het aantal leerlingen uit andere plaatsen verminderde. Als naam werd gekozen: Gymnasium Velserbeek, de school werd gehuisvest in de vroegere openbare lagere Velserbeekschool, die gevestigd was aan de Van Hogendorplaan in Velsen-Zuid. Deze school vertrok naar Driehuis en zou daar de naam van Jan Campertschool krijgen.
De opening van het gymnasium vond plaats op 7 september 1949 tijdens een als plechtig omschreven bijeenkomst in de hervormde Engelmunduskerk in Velsen. Deze locatie zou tot 1962 het jaarlijkse toneel vormen voor de 'Promoties', het uitreiken van de overgangsrapporten en de einddiploma's. Na dit jaar vond deze plechtigheid plaats in de aula van de school. In 1951 werd de naam van het gymnasium gewijzigd in Gemeentelijk Gymnasium Felisenum, naar de (waarschijnlijke) naam voor Velsen in de Romeinse tijd. Velserbeek vond men een te beperkte omschrijving voor een school, die een veel groter gebied bestreek. In 1954 vond een belangrijke verbouwing en uitbreiding van het schoolgebouw plaats.
Tot eind jaren tachtig was het Felisenum een zeer kleine school (vrijwel telkens 12 klassen (in alle zes jaarlagen twee klassen), in 1989 ca. 260 leerlingen). Vanaf de jaren zeventig tot eind jaren tachtig dreigde dan ook voortdurend een fusie met grotere scholengemeenschappen in de regio Velsen, zoals het Vellesancollege. Vanaf de jaren negentig is het leerlingenaantal sterk gestegen; de zelfstandige status lijkt nu onbedreigd. In het begin van de 21e eeuw werd een aanzienlijke uitbreiding van het schoolgebouw gerealiseerd. In januari 2009 rangschikte Elsevier het Gymnasium Felisenum bij de tien beste scholen van Nederland in haar jaarlijks vergelijkend overzicht van de kwaliteit van scholen in het voortgezet onderwijs. Verscheidene jaren laten was de school opnieuw te klein en werd de school opnieuw uitgebreid. De nieuwbouw werd aan het begin van semester 2012-2013 in gebruik genomen, de officiële opening was op 15 maart 2013. Nu, rond 2021, zijn er ongeveer 650 leerlingen op het Gymnasium Felisenum. Ook zijn er circa 70 medewerkers.

## Regiofunctie
Het Felisenum is het enige zelfstandige gymnasium in de regio IJmond (het Murmellius Gymnasium in Alkmaar en het Stedelijk Gymnasium Haarlem zijn de meest nabijgelegen zelfstandige gymnasia). De school vervult daarom een belangrijke regiofunctie. Er komen uit de wijde omtrek - tot aan de Zaanstreek aan toe - leerlingen op af.

## Bekende oud-leerlingen
Bekende oud-leerlingen zijn onder anderen cellist Pieter Wispelwey, dichter Menno Wigman, schrijfster Karin Amatmoekrim, regisseur Jan Peter Pellemans, musicus Yorick van Norden, politicus Alman Metten, beeldend kunstenaar Willem de Rooij, oud-hockeyer Hendrik Jan Kooijman, oud-hoofdredacteur van Nieuwe Revu Erik Noomen, radio-dj Lex Gaarthuis en radiopresentator (NPO Radio 4) Mark Brouwers.